# Migliori prestazioni italiane nei 100 metri piani

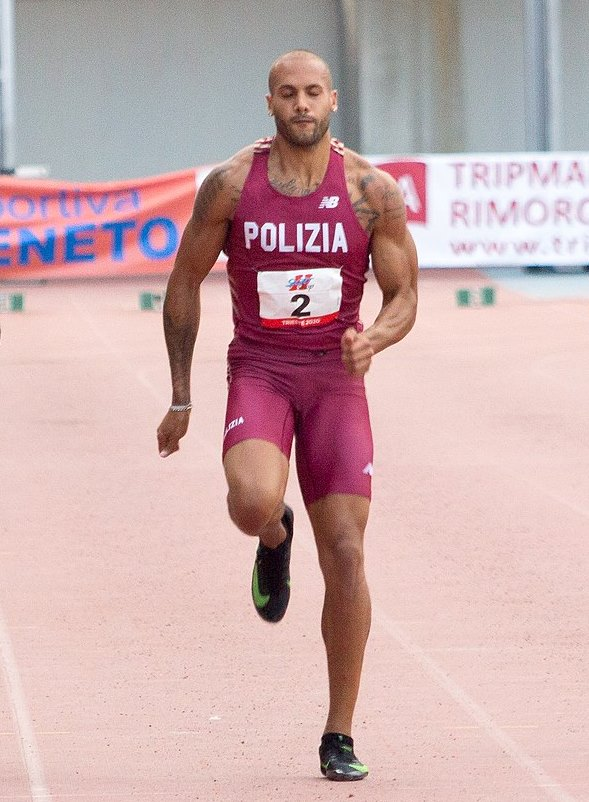
Marcell Jacobs, primatista italiano dei 100 m

La lista delle migliori prestazioni italiane nei 100 metri piani, aggiornata periodicamente dalla Federazione Italiana di Atletica Leggera, raccoglie i migliori risultati di tutti i tempi degli atleti italiani nella specialità dei 100 metri piani.

## Maschili
Statistiche aggiornate al 16 marzo 2025.
|    | Tempo           | Atleta         | Luogo                | Data           |
| -- | --------------- | -------------- | -------------------- | -------------- |
| 1. | 9"80 (+0,1 m/s) | Marcell Jacobs | Tokyo                | 1 agosto 2021  |
| 2. | 9"84 (+0,9 m/s) | Marcell Jacobs | Tokyo                | 1 agosto 2021  |
| 3. | 9"85 (+1,0 m/s) | Marcell Jacobs | Parigi               | 4 agosto 2024  |
| 4. | 9"92 (+1,5 m/s) | Marcell Jacobs | Turku                | 18 giugno 2024 |
| 4. | 9"92 (+0,0 m/s) | Marcell Jacobs | Parigi               | 4 agosto 2024  |
| 6  | 9"93 (+1,9 m/s) | Marcell Jacobs | Chorzow              | 25 agosto 2024 |
| 7  | 9,94 (+0,1 m/s) | Marcell Jacobs | Tokio                | 31 luglio 2021 |
| 8  | 9"95 (+0,1 m/s) | Marcell Jacobs | Savona               | 13 maggio 2021 |
| 8  | 9"95 (+0,1 m/s) | Marcell Jacobs | Monaco di Baviera    | 16 agosto 2022 |
| 10 | 9"96 (+1,5 m/s) | Chituru Ali    | Turku                | 18 giugno 2024 |
| 11 | 9"99 (+0,2 m/s) | Filippo Tortu  | Madrid               | 22 giugno 2018 |
| 11 | 9"99 (+0,3 m/s) | Marcell Jacobs | Principato di Monaco | 9 luglio 2021  |

## Femminili
Statistiche aggiornate al 21 luglio 2025.
|    | Tempo            | Atleta           | Luogo    | Data           |
| -- | ---------------- | ---------------- | -------- | -------------- |
| 1. | 11"01 (+2,0 m/s) | Zaynab Dosso     | Roma     | 9 giugno 2024  |
| 2. | 11"14 (+0,4 m/s) | Manuela Levorato | Losanna  | 4 luglio 2001  |
| 3. | 11"21 (+1,1 m/s) | Irene Siragusa   | Orvieto  | 17 giugno 2018 |
| 3. | 11"21 (0,0 m/s)  | Kelly Doualla    | Skopje   | 21 luglio 2025 |
| 5. | 11"23 (+1,8 m/s) | Giada Gallina    | Milano   | 4 luglio 1997  |
| 6. | 11"24 (+1,5 m/s) | Gloria Hooper    | Rieti    | 22 maggio 2021 |
| 7. | 11"26 (+1,1 m/s) | Arianna De Masi  | Roma     | 18 maggio 2024 |
| 8. | 11"27 (-1,0 m/s) | Anna Bongiorni   | Rovereto | 26 giugno 2021 |
| 8. | 11"27 (-1,3 m/s) | Anita Pistone    | Annecy   | 21 giugno 2008 |
| 10 | 11"29 (-0,9 m/s) | Marisa Masullo   | Torino   | 24 giugno 1980 |